# Чернигин, Александр Николаевич
Александр Николаевич Чернигин (7 сентября 1937, Ленинград — 24 марта 2016 года, Санкт-Петербург) — советский самбист, мастер спорта СССР. Советский и российский тренер по самбо и дзюдо, Заслуженный тренер СССР, Заслуженный тренер России, Заслуженный работник физической культуры Российской Федерации.

## Звания
- Мастер спорта СССР;
- Заслуженный тренер СССР;
- Заслуженный тренер России;
- Заслуженный работник физической культуры РФ;
- Судья международной категории;
- Член Петровской Академии наук и искусств.

## Тренер
- Васильев Иван Васильевич.

## Лучшие достижения
- Тренер сборной команды СССР с 1981 по 1986 год.
- Тренер Центрального совета ВФСО «Динамо» с 1981 по 1987 год.
- Входил в десятку лучших тренеров СССР по борьбе самбо в 1975, 1976, 1977, 1981, 1982, 1983, 1984, 1985, 1986 годах.
- Входил в десятку лучших тренеров Ленинграда среди всех культивируемых в городе видов спорта в 1977, 1981, 1982, 1983, 1984 годах.
- Старший тренер сборной команды Ленинграда и председатель тренерского совета федерации борьбы самбо Ленинграда с 1974 по 1987 год.
- Председатель тренерского совета федерации самбо Санкт-Петербурга с 2003 года по март 2016 года
- Президент ассоциации ветеранов самбо ВФСО «Динамо» с 2004 года по 2016 год.
- Автор первого учебного пособия по борьбе дзюдо на русском языке в СССР (диафильм дзюдо 1974).

## За время тренерской деятельности подготовил

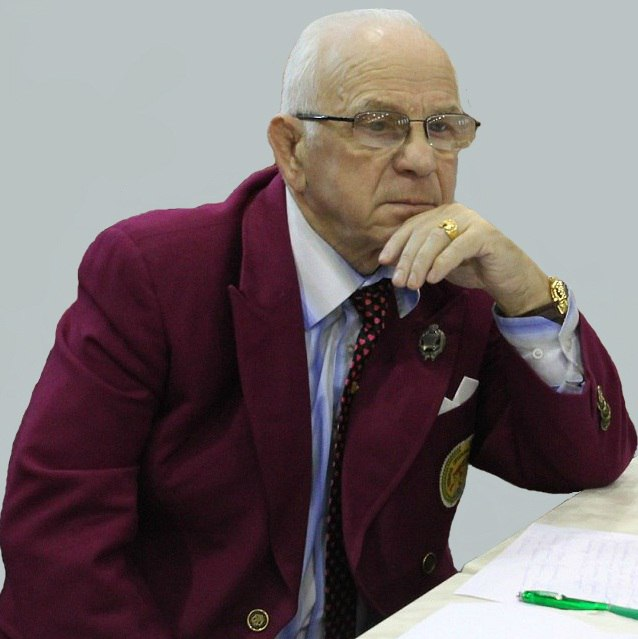

- 2 ЗМС СССР
- 1 ЗМС РФ
- 6 МСМК
- 125 МС СССР
- 6 МС РФ

### Из них
Чемпионаты мира:
- Чемпионы: В. И. Чингин — 1984; В. В. Паньшин — 1985, 1986.
- Призёры чемпионатов мира: В. И. Чингин — 1982; В. В. Паньшин — 1982, 1984; М. В. Кокорин — 1986.

Кубок мира:
- 1 место: В. И. Чингин — 1981, 1983; В. В. Паньшин — 1982; М. В. Кокорин — 1984.
- 2 место: М. В. Кокорин — 1981; В. И. Чингин — 1982.
- 3 место: М. В. Кокорин — 1986.

Чемпионаты Европы:
- 1 место: В. А. Соловьев — 1976;В. И. Чингин — 1982, 1986; М. В. Кокорин — 1982.
- 2 место: В. В. Паньшин — 1982.
- 1 место на Международных соревнованиях «Дружба-84» В. В. Паньшин.
- Первенство мира среди юниоров: 2 место — И. З. Гараев 2002 год.
- 1 место по борьбе дзюдо на Всемирных играх полицейских и пожарных: Ф. Ю. Карпухин 2003.
- 2 место по борьбе дзюдо на Всемирных играх полицейских и пожарных: И. И. Моськин 1999; С. А. Ледяев 2003.

Могила Чернигина на Серафимовском кладбище Санкт-Петербурга.

## Награждён
- Знак «Жителю блокадного Ленинграда»
- Медаль «За трудовую доблесть»
- Медаль «Ветеран труда»
- Медаль «50 лет Победы в Великой Отечественной войне»
- Медаль «В память 300-летия Санкт-Петербурга»
- Почетный знак «За заслуги в развитии физической культуры и спорта СССР»
- Присвоено звание «Почетный Динамовец»
- Почетный знак «Л»
- Почетный знак «ЛО»
- Почетная грамота Министерства внутренних дел СССР
- Почетные грамоты Исполкома Ленсовета 1982, 1983, 1988